# جان هارت (هنرپیشه)
جان هارت (انگلیسی: John Hart؛ ۱۳ دسامبر ۱۹۱۷ – ۲۰ سپتامبر ۲۰۰۹) یک هنرپیشه اهل ایالات متحده آمریکا بود.